# Latavious Williams
Latavious Williams (Starkville (Mississippi), 29 de março de 1989) é um basquetebolista profissional estadunidense que atualmente defende o Anyang KGC que disputa a Liga Coreana. O atleta que possui 2,02m de altura e atua na posição pivô.

## Títulos e Honrarias

### Clubes
- 2009-10. Tulsa 66ers (NBA Development League) Finalista
- 2015-16 Unics Kazan (Rússia). Liga Unida Russa. Finalista